# Leo Verkauf

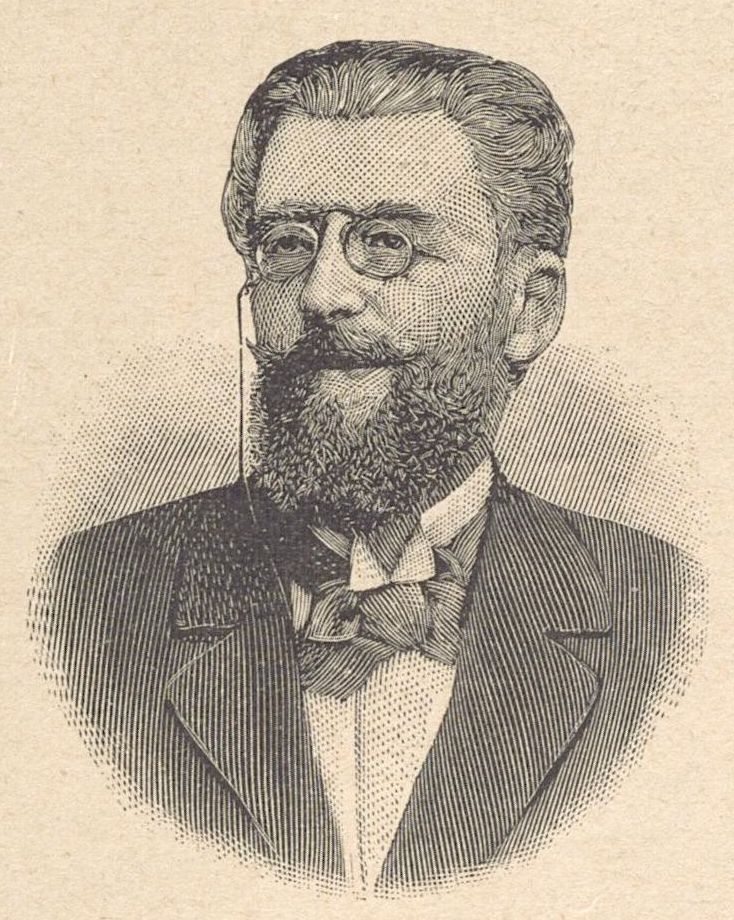
Leo Verkauf

Leo Verkauf (* 28. November 1858 in Lwiw; † 30. Dezember 1933 in Wien) war ein österreichisch-galizischer Anwalt, Fachautor und Parlamentarier.

## Leben
Verkauf war der Sohn von Isak Verkauf und seiner Frau Judith, geborene Weinberg. In Lwiw (Lemberg) besuchte er das Obergymnasium und studierte anschließend Rechtswissenschaften in Wien. 1888 wurde er promoviert, ab 1887 war er Advokaturskonzipient und später Konsulent.
Er engagierte sich beruflich vor allen Dingen auf dem Gebiet der Sozialversicherung im Verband der Genossenschaftskrankenkassen, für den er jahrelang arbeitete. Er unterstützte Arbeiter in Rechtsangelegenheiten und setzte sich für die Krankenversicherung von Arbeitern ein. Verkauf verfasste auch zahlreiche Fachbücher, -broschüren und -artikel. 1897 wurde er für die Sozialdemokratische Arbeiterpartei (SDAP) Abgeordneter im Reichsrat, schied jedoch schon nach der Wahl 1901 wieder aus. Nachdem er 1907 erneut als Kandidat für den Reichsrat angetreten, aber nicht gewählt worden ist, überwarf er sich mit der SDAP. Verkauf setzte seine umfangreiche fachschriftstellerische Tätigkeit fort, so zum Beispiel in der „Arbeiter-Zeitung“ oder in der Herausgabe des „Österreichischen Jahrbuchs der Arbeiterversicherung“. Er hatte auch kleinere Posten im Umfeld der Sozialversicherung inne.
Leo Verkauf war seit 1918 mit Maria Josefa, geb. Schott, verheiratet.
Seine Privatbibliothek, in der er vor allen Dingen Literatur aus den Bereichen Sozialismus, Arbeiterbewegung, Sozialpolitik, Sozialrecht und Wirtschaft gesammelt hatte, wurde von seiner Witwe 1946 zunächst leihweise an die Sozialwissenschaftliche Studienbibliothek der Kammer für Angestellte und Arbeiter in Wien übergeben. Sie umfasste etwa 1150 Bände und bildete so den Grundstock der nach 1945 wiedererrichteten Bibliothek der Arbeiterkammer.

## Werke (Auswahl)
- Das österreichische Gesetz über die Unfallversicherung der Arbeiter. In: Jahrbücher für Nationalökonomie und Statistik, Bd. 17, 1888, S. 430–437 (online).
- Die Krankenversicherung in Oesterreich. In: Jahrbücher für Nationalökonomie und Statistik, Jg. 17, 1888, S. 491–512. (online).
- Die Arbeiterschutzgesetzgebung in Oesterreich. In: Jahrbücher für Nationalökonomie und Statistik, Bd. 18, 1889, S. 194–215, S. 535–564 (online).
- Das bäuerliche Anerbenrecht in Österreich. In: Archiv für soziale Gesetzgebung und Statistik, Jg. 2, 1889, S. 311–337.
- Die Novelle zum österreichischen Krankenverischerungsgesetze. In: Jahrbücher für Nationalökonomie und Statistik, Bd. 19, 1889, S. 276–281 (online).
- Die Krankenversicherung in Oesterreich. In: Jahrbücher für Nationalökonomie und Statistik, Jg. 17, 1888, S. 491–512 (online).
- Das deutsche Invaliditäts- und Altersversicherungs-Gesetz. In: Archiv für soziale Gesetzgebung und Statistik, Jg. 2, 1889, S. 576–638.
- Die Reform der österreichischen Bruderladen. In: Jahrbücher für Nationalökonomie und Statistik, Jg. 20, 1890, S. 375–392. (online).
- Der Entwurf eines Hilfskassengesetzes: Österreich. In: Archiv für soziale Gesetzgebung und Statistik, Jg. 4, 1891, S. 491–511.
- Die Gesetzgebung zu Gunsten der Bergarbeiten in Deutschland und Österreich. In: Archiv für soziale Gesetzgebung und Statistik, Jg. 4, 1891, S. 618–664.
- Das Gesetz betr. die Delegierten für die Sicherheit der Bergarbeiter: Frankreich. In: Archiv für soziale Gesetzgebung und Statistik, Jg. 5, 1892, S. 183–192.
- Die Reform des Arbeiterschutzes beim preussischen Bergbau. In: Archiv für soziale Gesetzgebung und Statistik, Jg. 5, 1892, S. 606–637.
- Die bürgerlichen Klassen und das Strafrecht: eine Kritik des österreichischen Strafgesetzentwurfes, Wien: Brand 1894.
- Die Reform der Unfallversicherung in Oesterreich. In: Archiv für soziale Gesetzgebung und Statistik, Jg. 7, 1894, S. 42–102.
- Die bürgerlichen Klassen und das Strafrecht: eine Kritik des österreichischen Strafgesetzentwurfes, Wien: Brand 1894.
- Socialreform in Oesterreich: eine Kritik der jüngsten Gewerbenovelle, Wien: Erste Wiener Volksbuchhandlung Brand 1896.
- Agrarschutz und Sozialreform. In: Archiv für Sozialwissenschaft und Sozialpolitik, Jg. 18, 1903, S. 225–281.
- Zur Geschichte des Arbeiterrechtes in Oesterreich, Wien: Verlag der Wiener Volksbuchhandlung 1905.
- Reform und Ausbau der österreichischen Arbeiterversicherung: kritische Studie zum Regierungsprogramm, Wien: Verlag des Arbeiterschutz 1905.
- Die Sozialversicherung als Organisationsproblem: Ein Votum zur österreichischen Regierungsvorlage, Wien: Arbeiterschutz 1911 (online).
- Die Regierung im Kampfe gegen die Sozialversicherung, Wien: Arbeiterschutz 1911 (online).
- Die Arbeiterschutzgesetzgebung – eine Staatsnotwendigkeit, Wien: Arbeiterschutz 1917.